# 托米魮
托米魮（学名：Barbus tomiensis）為輻鰭魚綱鯉形目鯉科的其中一個種。該物種於1936年由Henry Weed Fowler描述，分布於非洲烏基班河流域，體長可達6.2公分。

## 扩展阅读
維基物種上的相關：托米魮